# Medinodexia exigua
Medinodexia exigua là một loài ruồi trong họ Tachinidae.